# Neutropenie

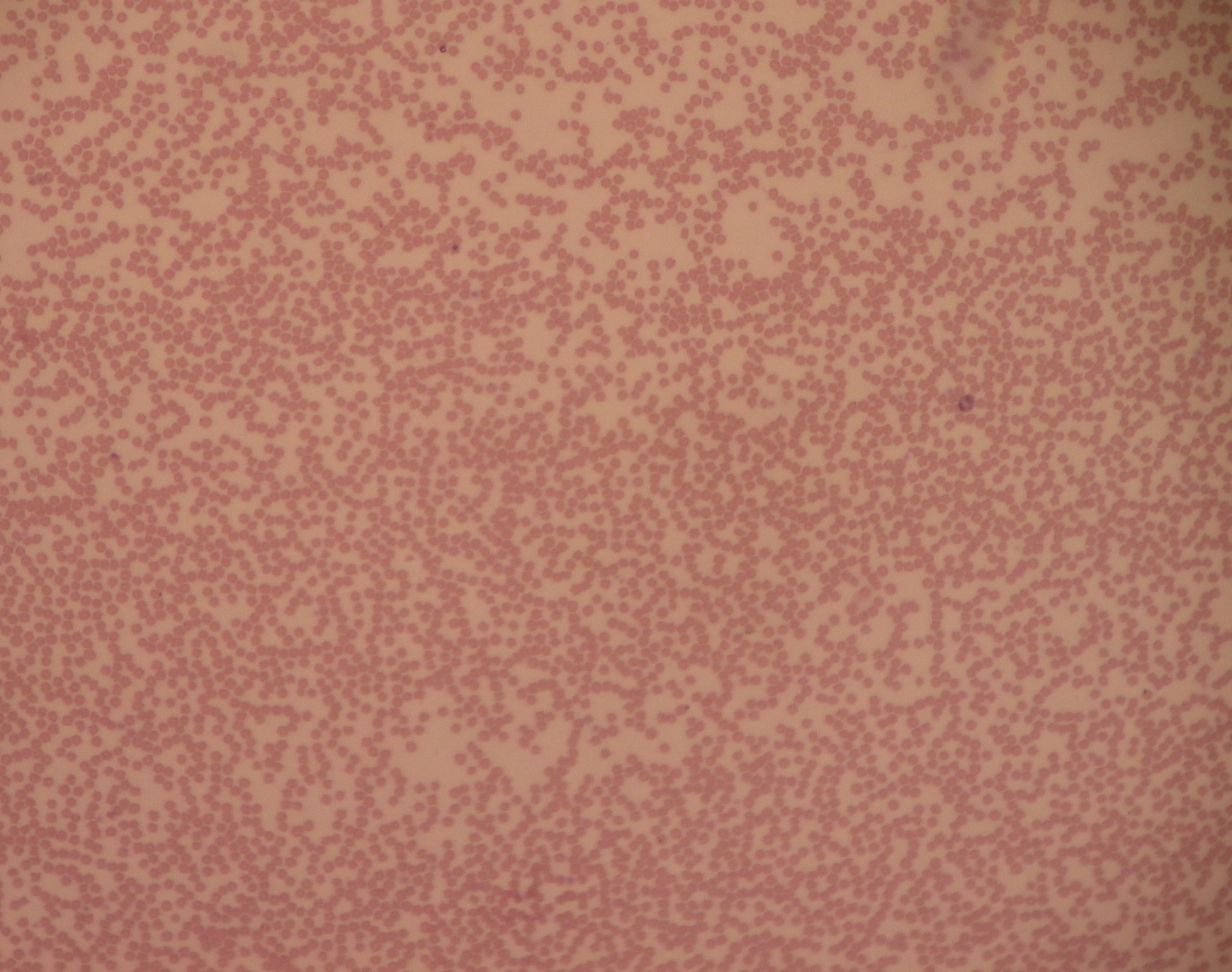
Bloeduitstrijk van een patiënt in de neutropene fase, met nauwelijks neutrofielen (alleen rode bloedcellen en bloedplaatjes)

Een neutropenie is een tekort aan circulerende neutrofiele granulocyten. 
Deze witte bloedcellen zijn erg belangrijk bij het beschermen tegen infecties. Mensen met neutropenie hebben daardoor een slecht functionerend immuunsysteem en zijn zeer vatbaar voor voornamelijk infecties door bacteriën en schimmels. Virale en parasitaire infecties zijn eerder een gevolg van lymfopenie: een verlaagd gehalte aan B- en T-cellen.
Neutropenie kan ontstaan door te weinig aanmaak van neutrofiele granulocyten of een te groot verbruik ervan. Het eerste kan aangeboren zijn of verworven, en het kan tijdelijk, periodiek of chronisch optreden, door een veelheid van oorzaken.
Het laatste treedt alleen op bij heel heftige infecties; normaal kan het lichaam de productie gemakkelijk bijbenen en ontstaat er bij infecties juist een overschot aan neutrofiele granulocyten.

## Behandeling van neutropenie bij chemotherapie
Mensen die chemotherapie krijgen, hebben nogal eens te maken met neutropenie. Dit kan een reden zijn om de chemotherapie te vertragen, de dosis te verlagen of zelfs de behandeling stop te zetten.
Om te voorkomen dat iemand door neutropenie een gevaarlijke infectie oploopt, kunnen er antibiotica of koloniestimulerende factoren worden gegeven.  Koloniestimulerende factoren ofwel groeifactoren (Engels: granulocyte colony‐stimulating factors, G-CSF) zijn stoffen die de groei van neutrofiele granulocyten stimuleren, bijvoorbeeld pegfilgrastim of filgrastim.
Koloniestimulerende factoren stimuleren het beenmerg om witte bloedcellen aan te maken waardoor deze dus toenemen in het bloed. Als het bekend is dat de chemotherapie een groot effect gaat hebben op het beenmerg, kan de arts net voor de chemo de groeifactoren al geven om te voorkomen dat de witte bloedcellen gaan dalen (primaire profylaxe).

## Neutropene koorts
Neutropene koorts is neutropenie, gepaard gaande met een infectie met een lichaamstemperatuur van meer dan 38,3 °C, of 38°C gedurende 1 uur. Dit kan een ernstige bijwerking van chemotherapie zijn. Een snelle diagnose en start van antibiotica is dan noodzakelijk.

## Beschermende isolatie
Patiënten met neutropenie worden vanwege infectiegevaar in omgekeerde (ofwel beschermende) isolatie verzorgd. Dit betekent dat hun contact met andere mensen beperkt wordt. Bezoek is mogelijk, maar onder strikte voorwaarden, waaronder bepaalde richtlijnen voor handhygiëne. Deze maatregelen kunnen leiden tot het verlies van controle, eenzaamheid, angst, depressie en slapeloosheid. 
Enkele onderzoeken geven aan dat verpleegkundigen patiënten op verschillende manieren kunnen ondersteunen:
- Creatieve activiteiten aanmoedigen, zoals muziek maken, tekenen, schilderen of foto's maken.[7][9][6]
- Hulp bieden bij omgaan met stress, bijvoorbeeld door te praten over de voordelen van isolatie en succeservaringen.[10] Ook kunnen verpleegkundigen patiënten laten meebeslissen over de bezoekregeling en leuke activiteiten.[11]
- Gebruik van elektronische communicatiemiddelen stimuleren, zoals videobellen, chatten en kijken naar het nieuws. Dit helpt om verbonden te blijven met de buitenwereld. [10] [12] Het is belangrijk dat de organisatie de juiste apparatuur en ondersteuning biedt aan patiënten die minder bekend zijn met deze middelen.[10]